# 圣彼得堡国立大学化学研究所
圣彼得堡国立大学化学学院（2014年前为化学学院）是俄罗斯领先的化学学院之一。

## 历史
正式上，化学系于1929年作为圣彼得堡国立大学（当时的列宁格勒国立大学）的一个独立实体成立。然而，圣彼得堡国立大学化学的历史开始得更早。在1833年，大学设立了第一个化学实验室和化学讲座。许多俄罗斯化学家在那里开始了他们的职业生涯。其中包括尼古拉·济宁、阿列克谢·法沃尔斯基、列夫·楚加耶夫、谢尔盖·列别捷夫、维亚切斯拉夫·季先科、弗拉基米尔·伊帕季耶夫、尼古拉·谢苗诺夫、鲍里斯·尼科利斯基、米哈伊尔·舒尔茨。在苏联时代，化学系继续发展，新设了一些科室：胶体化学（1939年）、电化学（1940年）、高分子化合物化学（1944年）、放射化学（1945年）、物理有机化学（1946年）、溶液理论（1950），天然化合物化学（1963），量子化学（1967），固态化学（1978）。

## 校园
历史上，一些最早的化学办公室位于圣彼得堡国立大学名为“十二学院”的主楼。其余部分是门捷列夫博物馆，位于这座巨大建筑中央部分的一楼。在20世纪，化学系总部位于瓦西里岛上的41/43 Sredniy prospekt，距离十二学院以西约一英里。 20世纪80年代，大部分实验室搬迁到彼得宫城郊区新建校园内更宽敞的建筑内。

## 部门
目前，化学系有14个科学部门：
- 分析化学[4]
- 高分子化合物化学
- 天然化合物的化学
- 胶体化学
- 电化学
- 普通化学和无机化学
- 激光化学与激光材料科学
- 有机化学
- 物理化学
- 物理有机化学[5]
- 放射化学
- 量子化学
- 固态化学
- 化学热力学和动力学[6]
- 生物医学化学实验室[7]
- 化学药理实验室[8]